# 刘泉义
刘泉义（1964年—2020年9月29日），河北清苑人，中国画家。

## 生平
1964年2月生于河北清苑，毕业于天津美术学院中国画系。国防大学军事文化学院文工系教授、硕士研究生导师，中央美术学院中国画学院外聘教授，天津美术学院硕士研究生导师，中国美术家协会会员，中国画艺术委员会委员、中国画学会常务理事，中国工笔画学会理事，北京工笔重彩画会副会长。曾任解放军艺术学院美术系副主任、副教授、硕士研究生导师，天津美术学院中国画系副主任。
2020年9月29日13时，逝世于河北保定。

## 著作
出版有《工笔人物画技法》、《刘泉义新工笔人物》。作品收录于《中国现代美术全集》、《中青年百人集》等画册。